# Santa María de las Flores
Santa María de las Flores, también conocida como Nuestra Señora de las Flores, (Notre-Dame-des-Fleurs) es la primera novela del escritor francés Jean Genet, publicada en 1943. La novela, en gran parte autobiográfica, la escribió mientras estaba encarcelado en la prisión de Fresnes, al sur de París. En ella narra las vivencias de personajes que viven en los márgenes de la sociedad, como homosexuales, travestis o chaperos en los bajos fondos parisinos. Se cree que los protagonistas están inspirados en personajes reales.

## Argumento
La novela cuenta la historia de Divina, un travesti que cuando comienza la novela ha muerto de tuberculosis. El narrador, que está en prisión a espera de que dicten su sentencia, va narrando diferentes historias en torno a Divina y otros personajes marginales para entretenerse. Algunas de estas historias son altamente eróticas y a menudo explícitamente sexuales, y las usa para masturbarse. Jean-Paul Sartre llamó a esta obra "una epopeya a la masturbación".
Divina vive en una buhardilla con vistas al cementerio de Montmartre. Comparte la vivienda con varios amantes, el más importante un proxeneta llamado Pocholo. Un día Pocholo lleva a casa un joven de gran belleza, delincuente y asesino, apodado Santa María de las Flores. Santa María es finalmente arrestado y ejecutado al final de la novela.

## Publicación y recepción
Santa María de las Flores fue escrita en la cárcel. Genet la escribió en hojas de papel marrón que proporcionaban a los prisioneros con la intención de que las usaran para hacer bolsas. Tal como relata Sartre en un prólogo a Santa María de las Flores, un guardia de la prisión descubrió que Genet había hecho un uso no autorizado del papel, confiscando el manuscrito y quemándolo. Sin desanimarse, Genet lo volvió a escribir. La segunda versión sobrevivió y Genet se la llevó al salir de la cárcel.
Completado en 1942, el libro se publicó la primera vez como anónimo por Robert Denoël y Paul Moribien a finales de 1943, aunque ese primer años solo se encuadernaron unas 30 copias (la mayoría empezó a encuadernarse y venderse en agosto  de 1944, durante La Liberación. La primera impresión fue diseñada para la venta a coleccionistas adinerados de literatura erótica; circuló por listas de ventas privadas y bajo el mostrador. Pero Genet nunca pretendió que su trabajo fuera mera pornografía y más tarde eliminó más pasajes gráficos. En noviembre de 1943 envió una copia de la primera impresión a Marc Barbezat, editor de la revista literaria L'Arbalete , quien publicó el libro en 1944 y de nuevo en 1948. Genet revisó la novela cuando fue publicada por Gallimard en 1951; la edición de Gallimard omite algunos de los pasajes más pornográficos de la novela. Las ediciones posteriores de L'Arbalete incluyen revisiones menores. 
La novela está dedicada al asesino condenado y ejecutado Maurice Pilorge.

## Influencia literaria
La novela tuvo una enorme influencia en la Generación Beat, por su lenguaje fluido y altamente poético mezclado con argot/ jerga, y su celebración de los bajos fondos y descripciones explícitas de la homosexualidad. La obra es elegantemente transgresora, y su naturaleza introspectiva prefigura el enfoque del lenguaje desarrollado más tarde por los postestructuralistas. Jacques Derrida escribió sobre Genet en su libro Glas, y Hélène Cixous celebró su trabajo como un ejemplo de escritura femenina. 
Jean-Paul Sartre escribió su famoso Saint Genet como un análisis de la obra y la vida de Genet, pero más especialmente de Santa María de las Flores hizo de Genet, al menos en la mente de Sartre, un modelo del existencialismo y, muy especialmente, una encarnación de los puntos de vista de esa filosofía sobre la libertad.  

## Adaptaciones
Lindsay Kemp creó una producción llamada 'Flores - Una pantomima para Jean Genet' (basado en Santa María de las Flores) en 1974 en el Bush Theatre de Londres. Esta producción es la evolución de unas primeras versiones que empezaron en 1969 en Edimburgo. 'Flores' posteriormente se representó en Nueva York, Australia, Japón y varias partes Europa y América del Sur, siendo su última representación en 1992 en Buenos Aires.

## En la cultura popular
En el libro de Nigel Williams Scenes from a Poisoner's Life (1994), el protagonista da un ejemplar de Santa María de las Flores a su hermano homosexual como regalo de Navidad.
El intérprete, actor, y drag queen Divine recibió este nombre por la principal protagonista del libro. El director John Waters le dio este apodo después de leer la novela de Genet.
The Pogues tiene una canción titulada Hell's Ditch que contiene referencias a la novela.
El primer disco de Placebo, del mismo nombre,  contiene una canción llamada Lady Of The Flowers.
En la canción Dolls de la banda de rock Primal scream aparece la frase:  I went home and took a shower 
Read "Our lady of the flowers" by Jean Genet.